# Claea dabryi
Claea
Genre
Espèce
Claea dabryi, unique représentant du genre Claea, est une espèce de poissons d'eau douce téléostéens de la famille des Nemacheilidae (ordre des Cypriniformes).

## Répartition
Claea dabryi se rencontre dans le bassin du Yangtsé en Chine.

## Description
Claea dabryi mesure jusqu'à 99 mm, queue non comprise,.

## Systématique
L'espèce Claea dabryi a été décrite pour la première fois en 1874 par Henri Émile Sauvage sous le protonyme Oreias dabryi,. 
En 2011, Kottelat rebaptise le genre en Claea, dès lors que le genre Oreias est un homonyme à la fois du genre Oreias Kaup, 1829 mais également du genre Oreias Temminck in Temminck & Laugier, 1838, deux genres d'oiseaux. 
Claea dabryi a pour synonymes :
- Anadoras dabryi (Sauvage, 1874)
- Barbatula dabryi (Sauvage, 1874)
- Oreias crassipedunculatus Bănărescu & Nalbant, 1976
- Oreias dabryi Sauvage, 1874
- Oreias furcatus Bănărescu & Nalbant, 1976
- Schistura dabryi dabryi (Sauvage, 1874)
- Schistura dabryi (Sauvage, 1874)

Deux espèces, auparavant classées dans le genre Claea, le sont aujourd'hui dans Schistura. Il s'agit de Schistura sonlaensis et Schistura trilineata.

## Étymologie
Le nom générique, Claea, fait référence à la nymphe Claea et cela dans la mesure où Kottelat pense que le genre Oreias, choisi par Sauvage, faisait référence aux nymphes Oréades,.
L'épithète spécifique, dabryi, pourrait avoir été donnée en l'honneur de Claude-Philibert Dabry de Thiersant (d) (1826–1898), un ichtyologiste français également consul en Chine qui a transmis plusieurs spécimens au Muséum national d’Histoire naturelle de Paris.

## Publications originales
- Genre Claea :
  - Maurice Kottelat, « Claea, a new replacement name for Oreias Sauvage, 1874 (Teleostei: Nemacheilidae) », Ichthyological Exploration of Freshwaters, Verlag Dr. Friedrich Pfeil (d), vol. 21, no 4,‎ 1er décembre 2010, p. 384 (ISSN 0936-9902, lire en ligne).
- Espèce Claea dabryi, sous le taxon Oreias dabryi :
  - H.E. Sauvage, « Notices ichthyologiques », Revue et magasin de zoologie pure et appliquée, Paris, 3e série, vol. 2,‎ 1874, p. 332-340 (ISSN 1259-6523, lire en ligne, consulté le 9 août 2023).